# Sulbi (Meremäe)
Sulbi – wieś w Estonii, w prowincji Võru, w gminie Meremäe.